# Зеленоборское
Зеленоборское — село в Шадринском районе Курганской области. Административный центр Зеленоборского сельсовета.

## История
В 1966 году Указом Президиума ВС РСФСР село усадьбы совхоза «Восход» переименована в Зеленоборское'.

## Население
| 1989 | 2002 | 2010 |
| ---- | ---- | ---- |
| 605  | ↘420 | ↘257 |

Согласно результатам Всероссийской переписи населения 2002 года, в национальной структуре населения русские составляли 95 %.